# Nicolas Lancret
Pour les articles homonymes, voir Lancret.
Nicolas Lancret, né le 22 janvier 1690 à Paris où il est mort le 14 septembre 1743, est un peintre français.
Il a brillamment dépeint l’esprit de comédie légère caractéristique des goûts et des mœurs de la société française de la Régence.

## Biographie
Fils de Robert Lancret (1645-1695), cocher puis contrôleur de la porte Saint-Antoine, Nicolas fut destiné dès son jeune âge à la profession de graveur en creux. Il reçut de son frère aîné, François-Joseph Lancret (1686-1752), qui était maître graveur, les premières leçons de dessin. Il obtint alors de ses parents d’abandonner son métier de graveur pour la peinture.

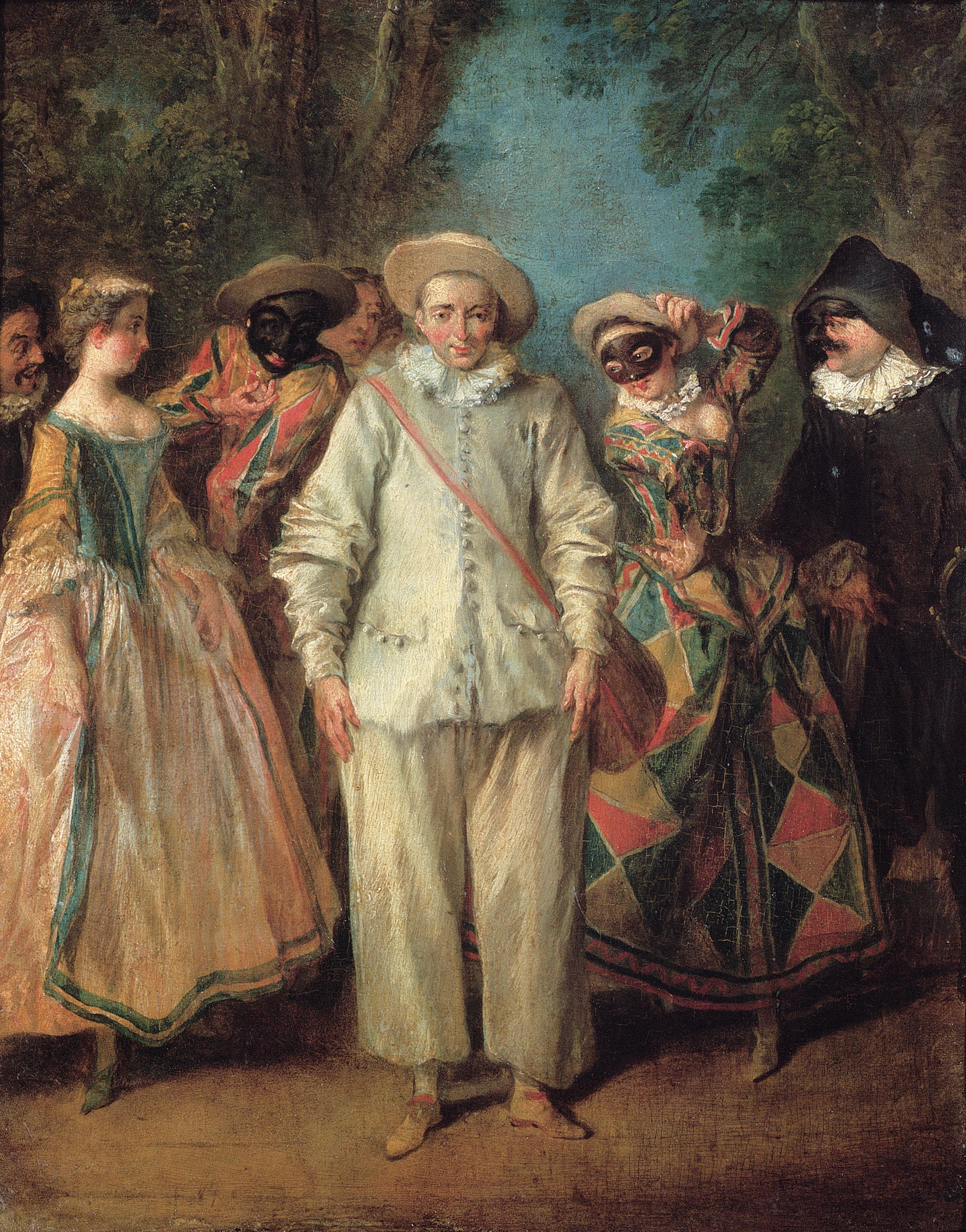
Les Acteurs de la Comédie italienne, musée du Louvre.

Il entra d’abord à l’atelier de Pierre Dulin, professeur de l’Académie, puis prit pour maître le peintre Gillot dont Watteau était l’élève. Celui-ci se lia avec Lancret et lui conseilla de quitter l’atelier, de ne plus prendre pour guide que la nature, de dessiner des vues de paysages aux environs de Paris, et d’inventer des compositions où il pourrait se servir de ses études. Lancret suivit ce conseil, et les deux tableaux qu’il exécuta reçurent l’approbation de Watteau, ainsi que de l’Académie, qui l’agréa le 24 mars 1719.
Encouragé par ces premiers succès, Lancret fit tant de progrès que, dans une exposition publique, place Dauphine, deux de ses toiles furent attribuées à Watteau. Watteau en conçut une telle jalousie qu’il rompit toute relation avec lui.

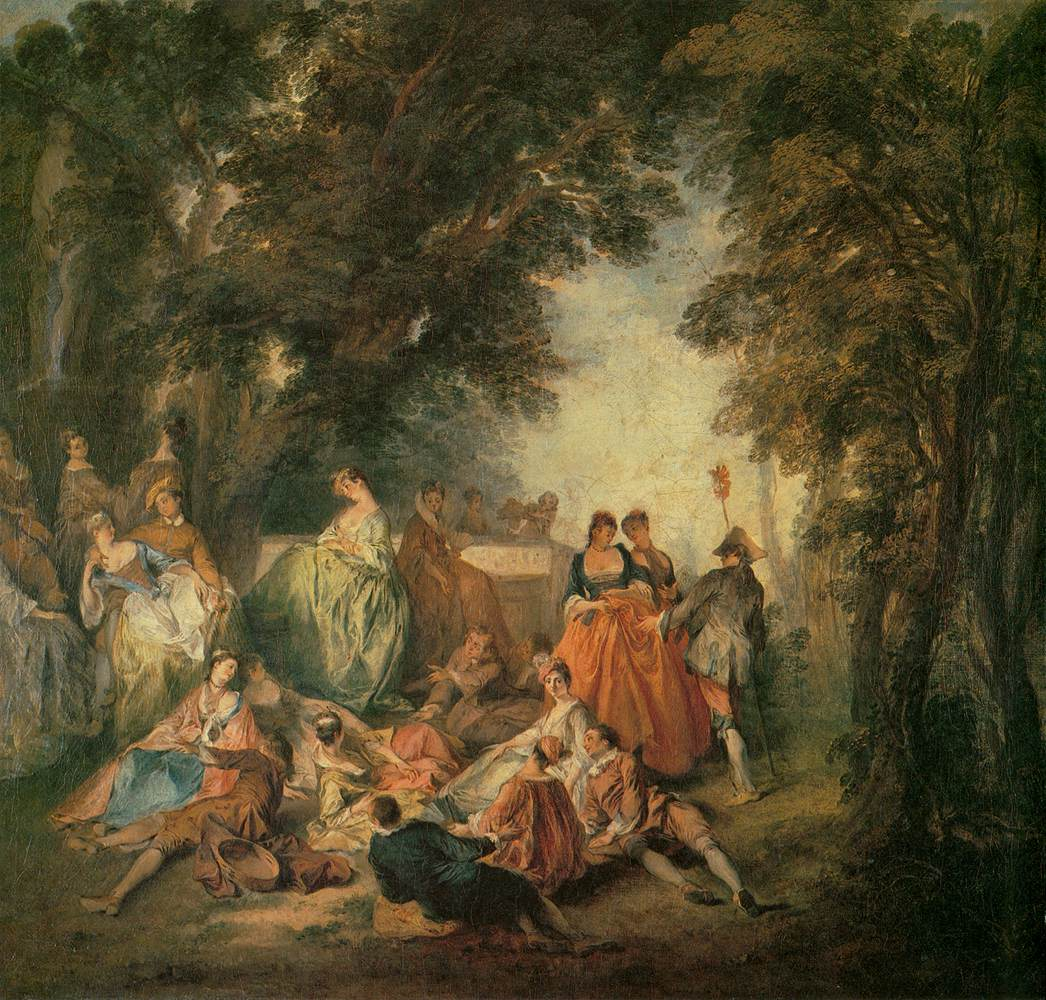
Réunion dans un parc, musée Calouste-Gulbenkian.

Lancret fut nommé conseiller à l’Académie le 24 mars 1735. Il se voulait initialement peintre d’histoire mais s’adonna également aux fêtes galantes et aux scènes de la vie quotidienne. Il faisait des croquis de tout ce qui le frappait, peignant un nombre considérable de tableaux de genre, des noces de villages, des bals, des foires. Il a fait aussi quelques portraits de contemporains et des compositions historiques.
Il travailla longtemps en société avec Lajoüe, qui faisait les fonds des tableaux ou les ornements des décorations d’appartements, dont il recevait les commandes. C’est ainsi qu’il peignit Le Salon pour M. de Boulogne, pour M. de Beringhen, pour M. de la Faye, pour un grand nombre d’autres amateurs et pour le roi, des peintures se faisant suite comme les Éléments, les Quatre Ages de la vie, les Saisons, des Jeux d’enfants, les Quatre Heures du jour en hiver et les Quatre Heures d’un jour d’été.
Lancret fit la recontre du graveur Nicolas Larmessin (1684-1755). Le plus grand nombre des œuvres de Lancret se trouve gravé par lui. Toutes les pièces d’après Lancret, de format in-4° en largeur, sont signées par de Larmessin : les Deux Amis, le Pâté d’anguille, le galant tête-à-tête sitôt troublé des Rémois, le Petit Chien qui secoue des pierreries, le Gascon puni, avec une figure de femme sortant du lit ; les Oies du frère Philippe, On ne s’avise jamais de tout, deux pièces qui ont été gravées en petit, d’une manière très fine, dans l’édition de 1743 ; À Femme avare galant escroc, pièce où le jeu des physionomies est remarquable, comme dans celle des Troqueurs. Nicaise, le Faucon, la Servante justifiée, complètent les scènes tirées des Contes de La Fontaine, que Lancret a composées.

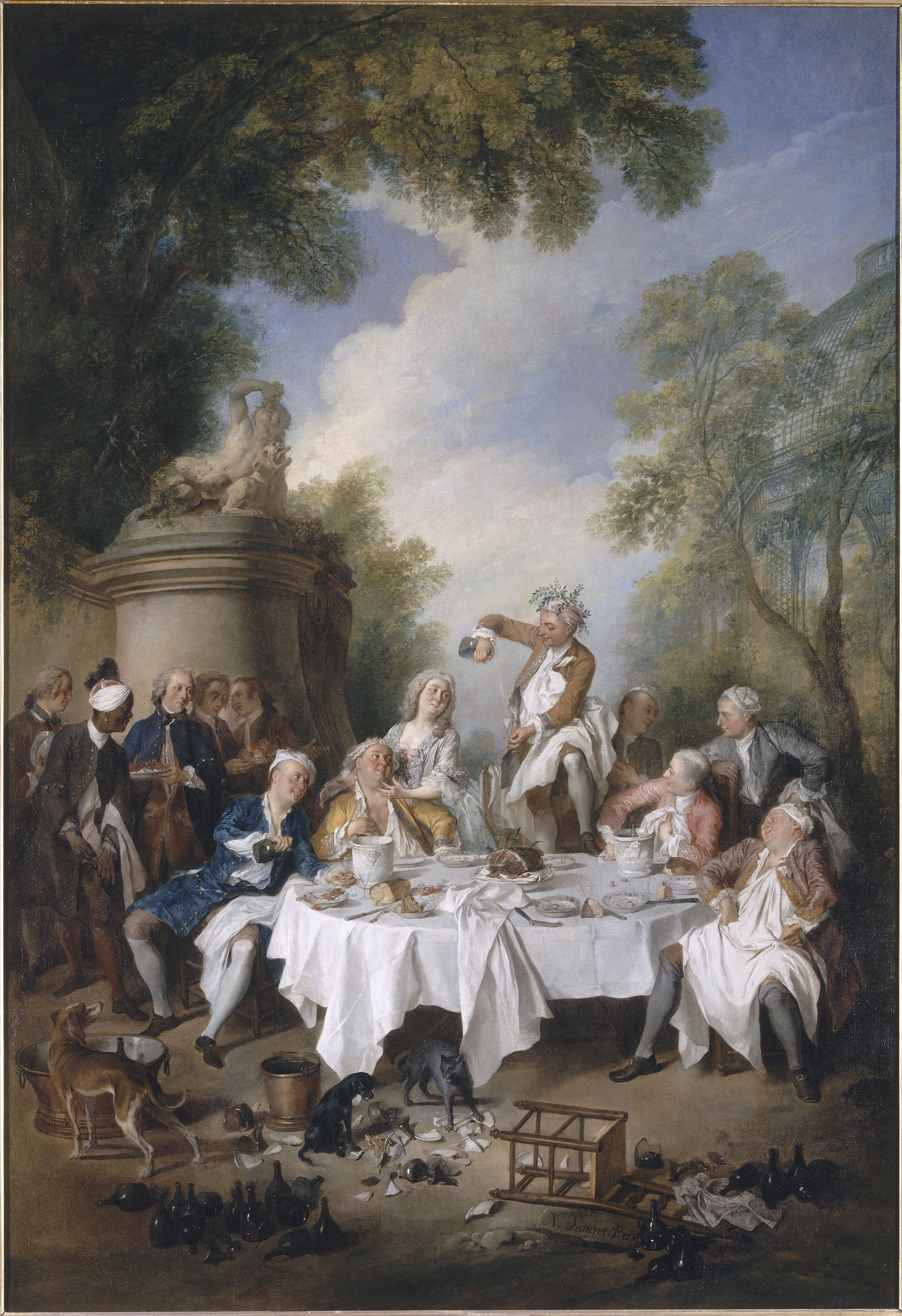
Le Déjeuner de jambon, Chantilly, musée Condé.

Lancret a joui de son vivant d’une grande réputation et les graveurs de l’époque ont reproduit ses œuvres. Le principe de Lancret était de peindre toujours d’après nature, et il prêchait d’exemple en allant chaque année, presque jusqu’à la fin de sa vie, dessiner à l’Académie d’après le modèle vivant. C’est le conseil qu’il donnait aux jeunes artistes : « Si vous abandonnez trop tôt la nature, disait-il, vous deviendrez faux et maniérés, au point que, lorsque vous voudrez la consulter de nouveau, vous ne la verrez qu’avec des yeux de prévention et ne la rendrez que dans votre manière ordinaire. »
Longtemps célibataire, Lancret, alors âgé de cinquante ans, épousa Marie de Boursault fille de l’homme de lettres Boursault agée de dix-huit ans. Lancret mourut deux ans après d’une pneumonie.

## Œuvres

### Œuvres conservées dans les collections publiques

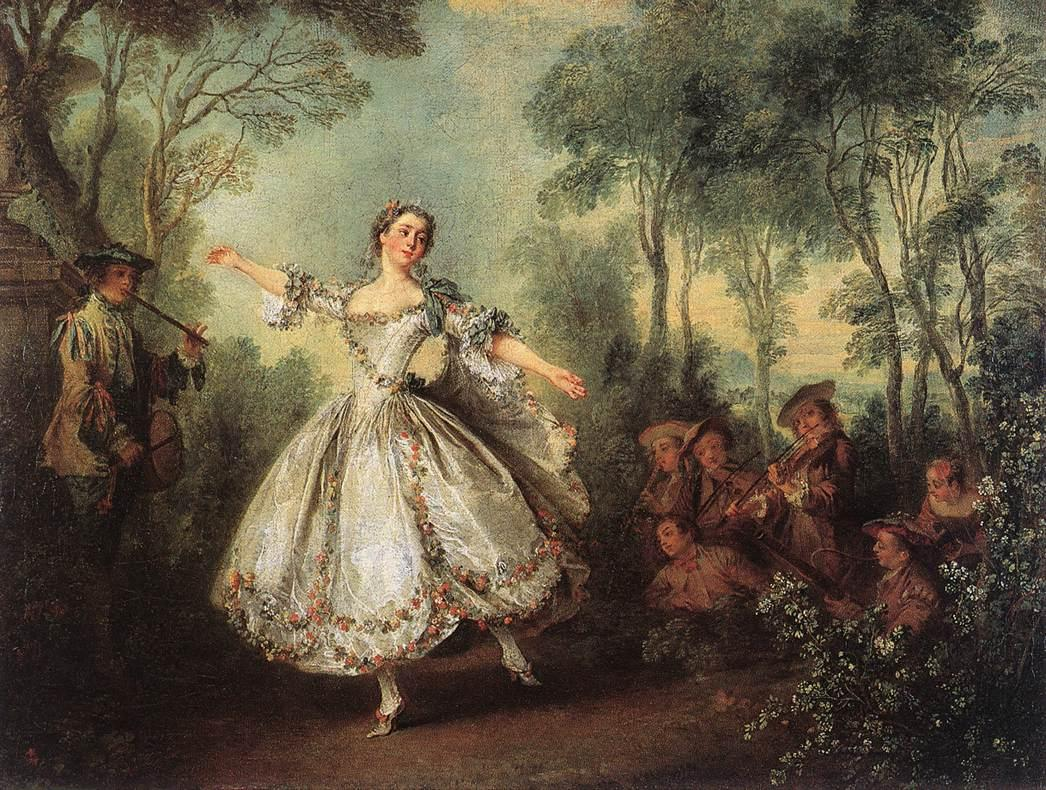
Mademoiselle de Camargo dansant, Wallace Collection.

#### Peintures
France
- Paris, musée du Louvre :

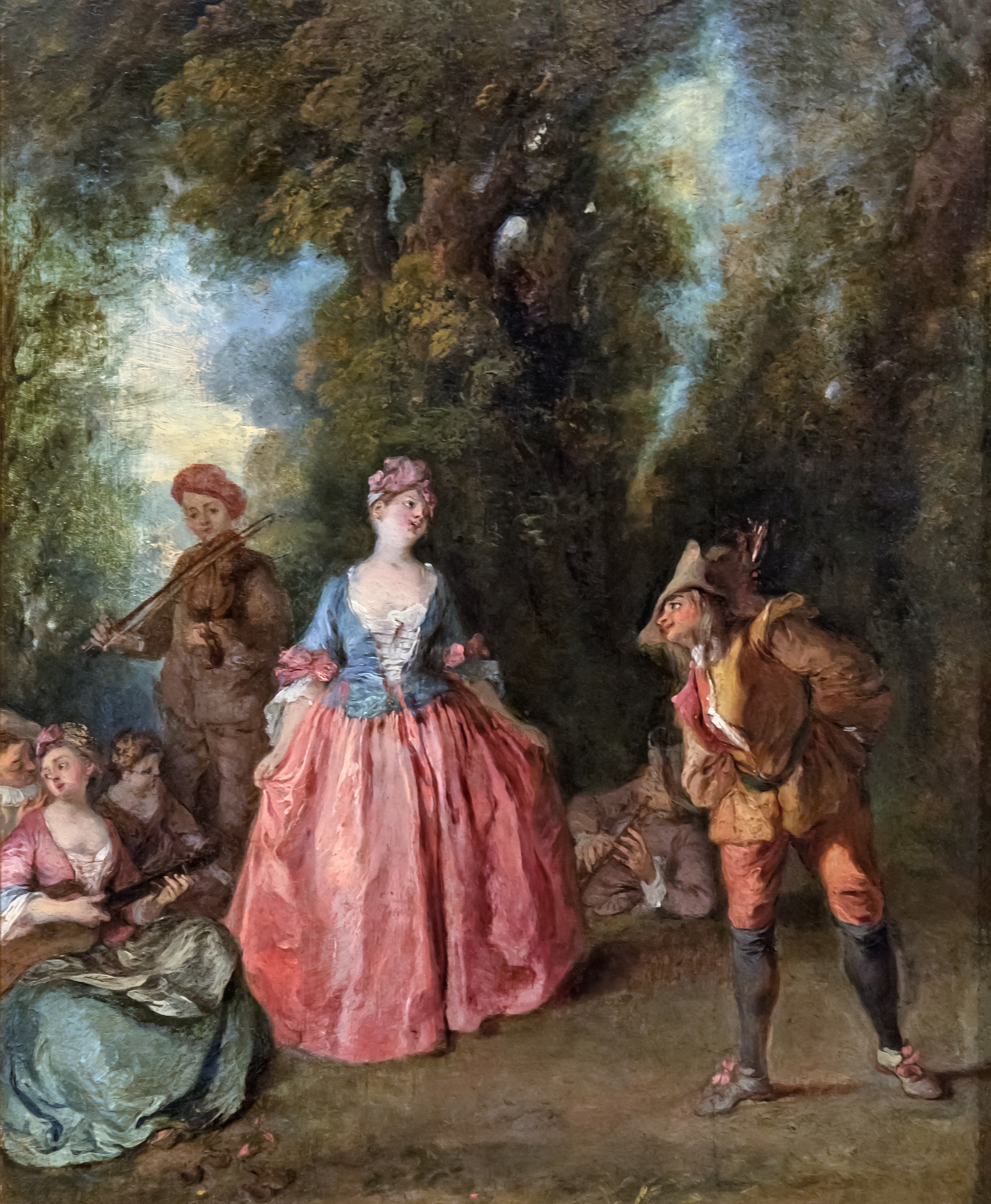
Fête galante représentant une dame dansant avec Pulcinella, Fondation Bemberg.

  - La leçon de flûte ou Le maître galant, 1743, huile sur toile, 85 x 97 cm
  - Conversation galante, huile sur panneau, 24 x 18 cm
  - Série des quatre saisons (L'Automne, L'Été, L'Hiver et Le Printemps), 1738, 69 x 89 cm
  - La Cage, huile sur toile, 38 x 27 cm
  - L'Innocence, 1743, 89 x 90 cm
  - La Leçon de musique, 1743, 89 x 90 cm
  - Le Gascon puni, vers 1738, huile sur cuivre, 28 x 36 cm
  - Le Lit de justice tenu au parlement à la majorité de Louis XV (22 février 1723), 1723, huile sur toile, 56 × 82 cm
  - La Remise de l'Ordre du Saint-Esprit au roi Louis XV, 1724, huile sur toile, 56 x 81
  - Le Nid d’oiseaux, huile sur panneau, 15 x 20 cm
  - Le Repas de chasse, vers 1737, huile sur toile, 0,9 x 1,2 m
  - Les Acteurs de la Comédie Italienne ou le Théâtre Italien, vers 1725-1728, 26 x 22 cm
  - Les Plaisirs du bain, vers 1725, huile sur toile, 0,9 x 1,4 m
  - Les Tourterelles, 15 x 20 cm
- Nantes, musée d'Arts :
  - La Camargo dansant, 1730-1731, huile sur toile,45 × 54 cm
  - Arrivée d’une dame dans une voiture traînée par des chiens, huile sur toile, 65 × 81 cm
  - Avant le bal costumé, huile sur toile, 65 × 81 cm
- Tours, musée des Beaux-Arts : 
  - Les Lunettes, 1743, huile sur toile, 74 x 97 cm
  - La bergère couronnée, 1743, huile sur toile, 84 x 95 cm
  - Le berger indiscret, 1743, huile sur toile, 84 x 95 cm
- Besançon, musée des Beaux-Arts : 
  - Le jeu des quatre coins, huile sur panneau, 32 x 25 cm
  - Un menuet, huile sur panneau, 33 x 24 cm
- Chartres, musée des Beaux-Arts, collection Courtois :
  - Mazet de Lamperrochio (conte de Lafontaine), toile, 40 × 31 cm, no 474 ;
  - Mazet de Lamperrochio (conte de Lafontaine), toile, 40 × 31 cm, no 475.
- Amiens, musée de Picardie : Chasse exotique
- Caen, musée des Beaux-Arts : Famille dans un parc
- Chantilly, musée Condé : Le Déjeuner de jambon, 1735
- Lyon, musée des Beaux-Arts : Le Duo
- Marseille, musée Grobet-Labadié : Scène galante dans une alcôve, huile sur toile, 23 x 27 cm
- Rouen, musée des Beaux-Arts : Les Baigneuses, vers 1718, huile sur toile, 66 x 55 cm
- Strasbourg, musée des Beaux-Arts :Scène de la Comédie italienne
- Toulouse, Fondation Bemberg : Fête galante représentant une dame dansant avec Pulcinella,  huile sur toile, 28 × 23,5 cm

Royaume-Uni
- Cambridge, Fitzwilliam Museum :
  - Par une tendre chansonnette..., vers 1725, huile sur panneau, 27 x 19 cm
  - Dans cette aimable solitude..., vers 1725, huile sur panneau, 27 x 19 cm
  - Concert dans un paysage, huile sur panneau, 22 x 29 cm
- Londres, The Wallace Collection : 
  - Mademoiselle de Camargo, 1730, huile sur toile, 42 × 55 cm
  - Fête dans un bois, vers 1720-1725, huile sur toile, 64 × 91 cm

Espagne
- Madrid, musée Thyssen-Bornemisza : 
  - La Terre, huile sur toile, 38 x 31 cm
  - La balançoire, vers 1735-1740, huile sur toile, 65 x 54 cm

Italie
- Rome, galerie nationale d'Art ancien :
  - Le Feu, huile sur toile, 40 x 33 cm
  - Le persan et la statue, huile sur toile, 41 x 33 cm
  - Le Faucon, huile sur cuivre, 28 x 36 cm
  - Le rendez-vous, huile sur panneau, 29 x 21cm

- Gênes, Musei di Strada Nuova : 
  - Danse dans le jardin, huile sur toile

États-Unis
- New York, Metropolitan Museum of Art : 
  - Les oies du père Philippe, vers 1736, huile sur cuivre, 27 x 35 cm
  - La servante justifiée, vers 1740, huile sur cuivre, 27 x 35 cm

Russie
- Saint-Pétersbourg, musée de l'Ermitage :
  - La Camargo dansant, vers 1730, huile sur toile, 45 × 55 cm
  - Le Concert au parc, après 1720, huile sur toile, 76 × 107 cm

- Moscou, musée Pouchkine : Concert dans un parc, 1730, huile sur toile, 83 × 104 cm

#### Dessins
- Paris, musée du Louvre :
  - Deux études d’une religieuse
  - Deux femmes assises, se tenant par la main
  - Femme tournée vers la gauche, tirant sur une corde
  - Femme assise de face, la tête de profil à droite
  - Guitariste en costume turc
  - Homme, un genou à terre ; femme debout, les bras étendus
  - Jeune femme debout dansant les bras étendus
  - Portrait de jeune femme
  - Trois hommes debout dans différentes attitudes
  - Une femme assise, tournée vers la gauche
  - Une femme vêtue d’une ample robe, assise, et visage de profil
- Paris, Beaux-Arts de Paris : 
  - Étude de deux personnages masculins (recto), sanguine et pierre noire sur papier beige ; Étude de deux figures féminines (verso), sanguine et craie sur papier beige. H. 0,203 ; L. 0,185 m.
- Senlis, musée d’Art et d’Archéologie
  - Couple dansant
  - Homme au béret dansant

## Galerie

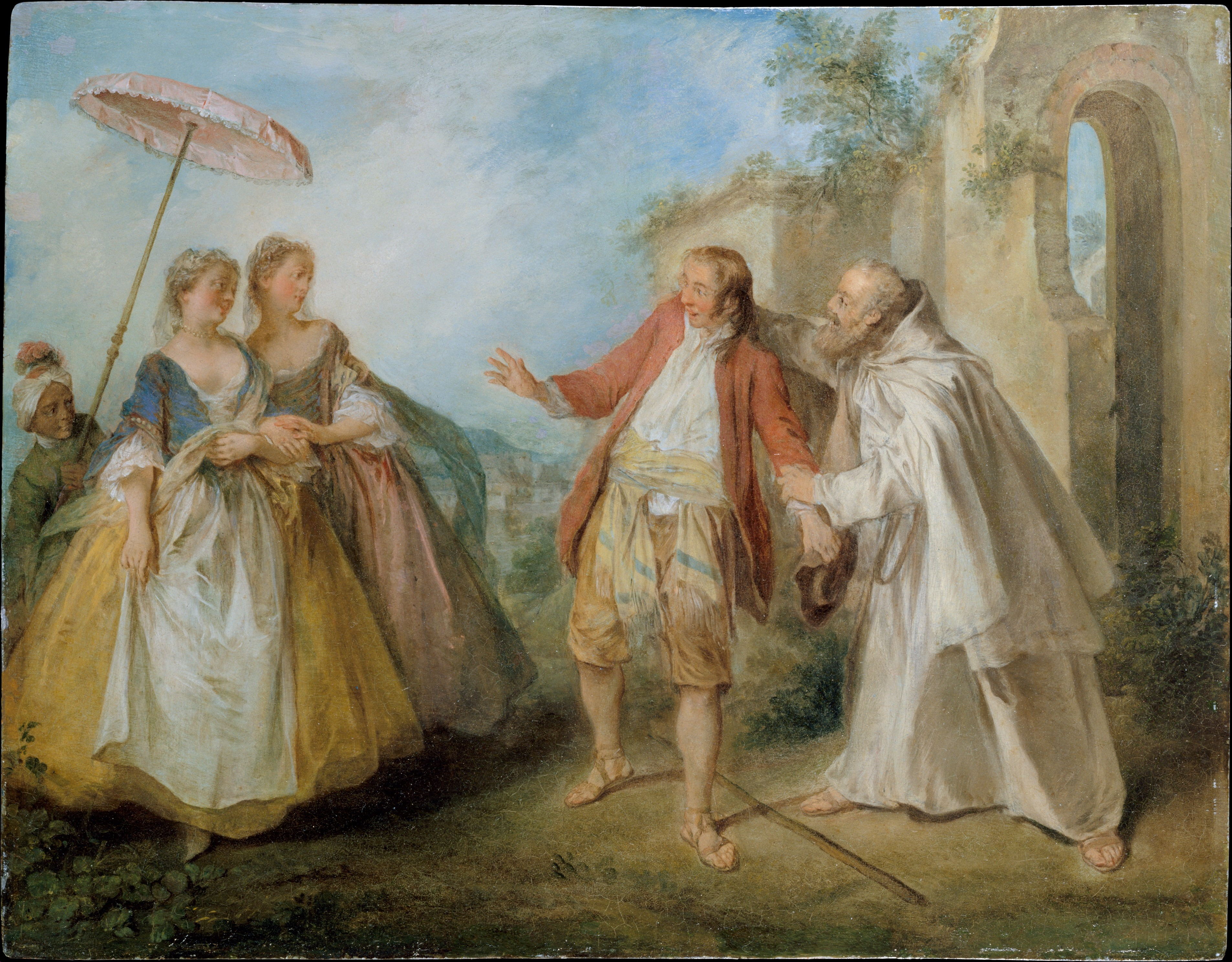
Les oies du père Philippe, Metropolitan Museum of Art
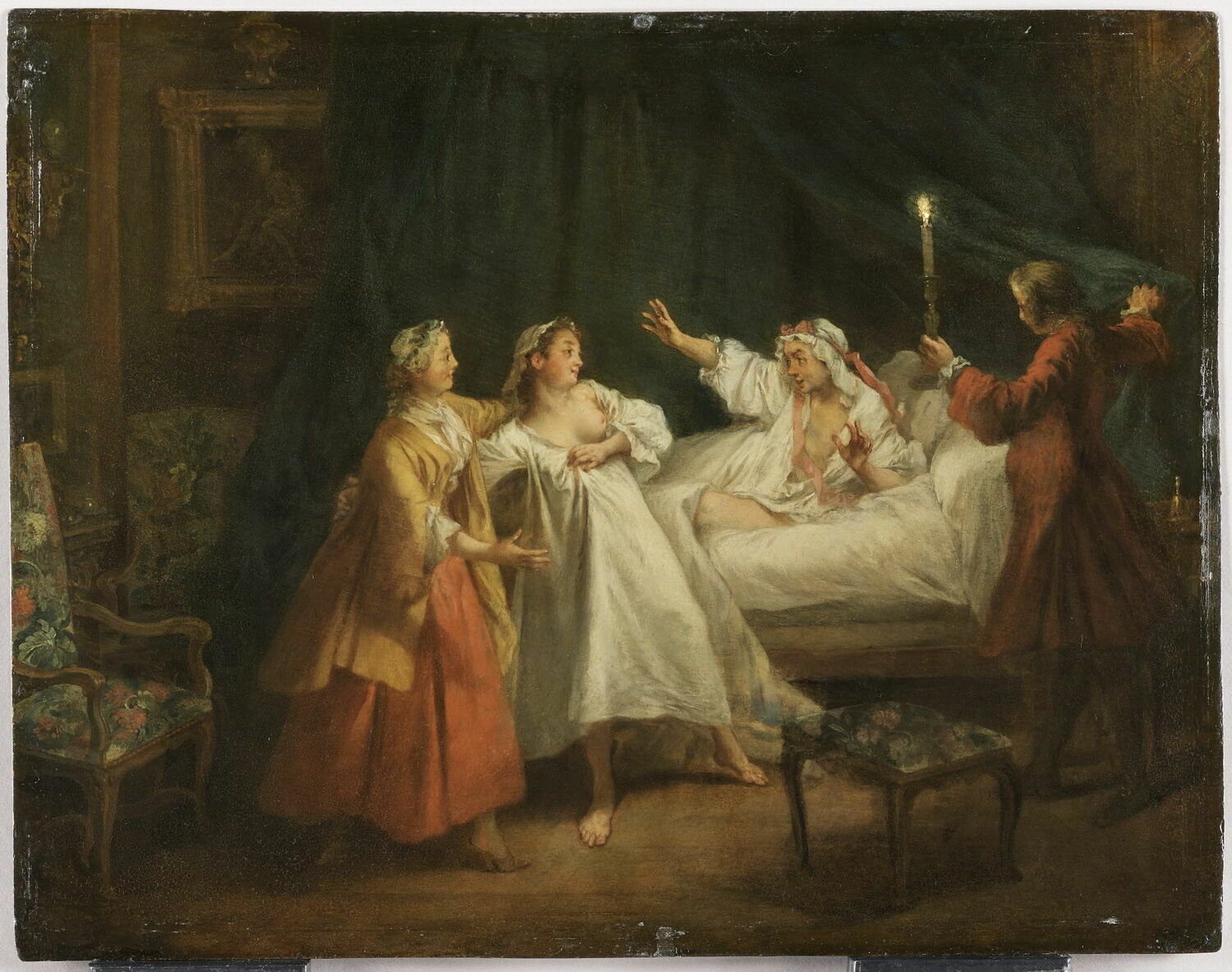
Le Gascon puni, musée du Louvre.
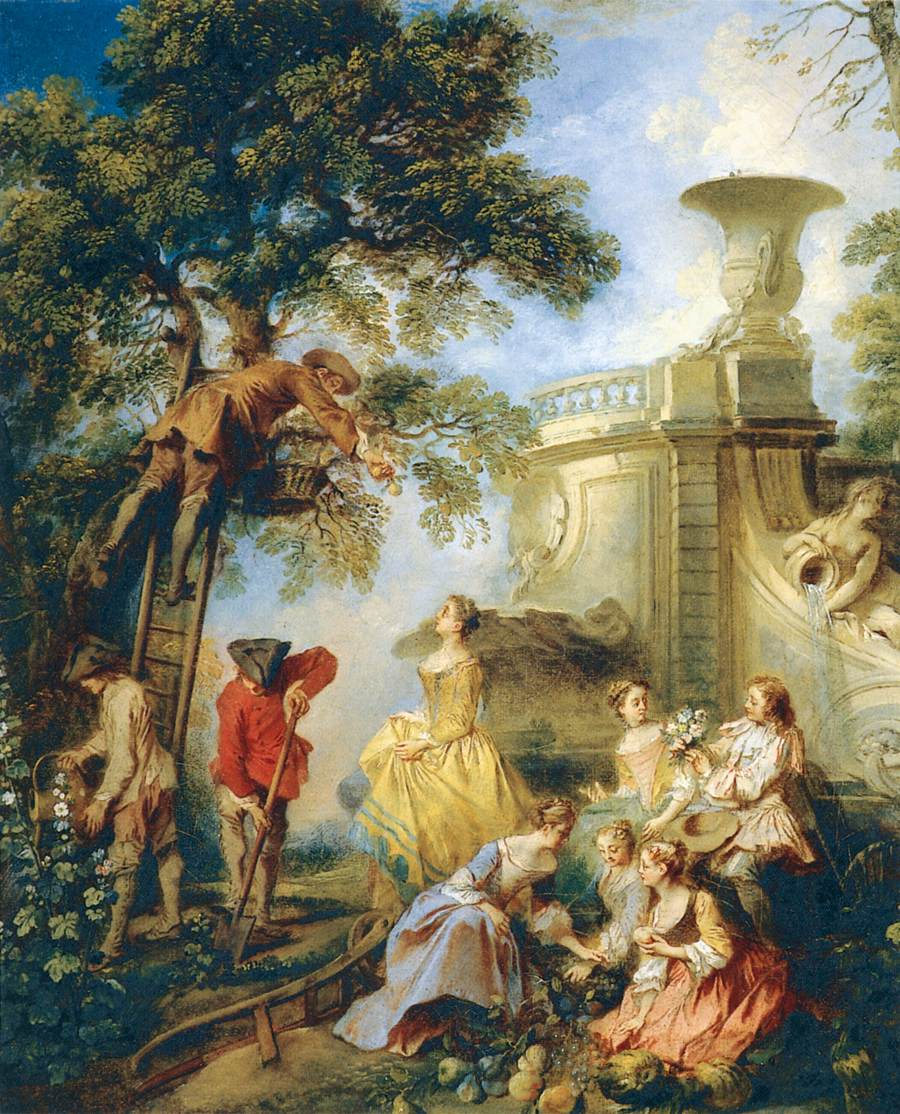
La Terre, musée Thyssen-Bornemisza.
La Déclaration d'amour, Cleveland Muséum of Art.
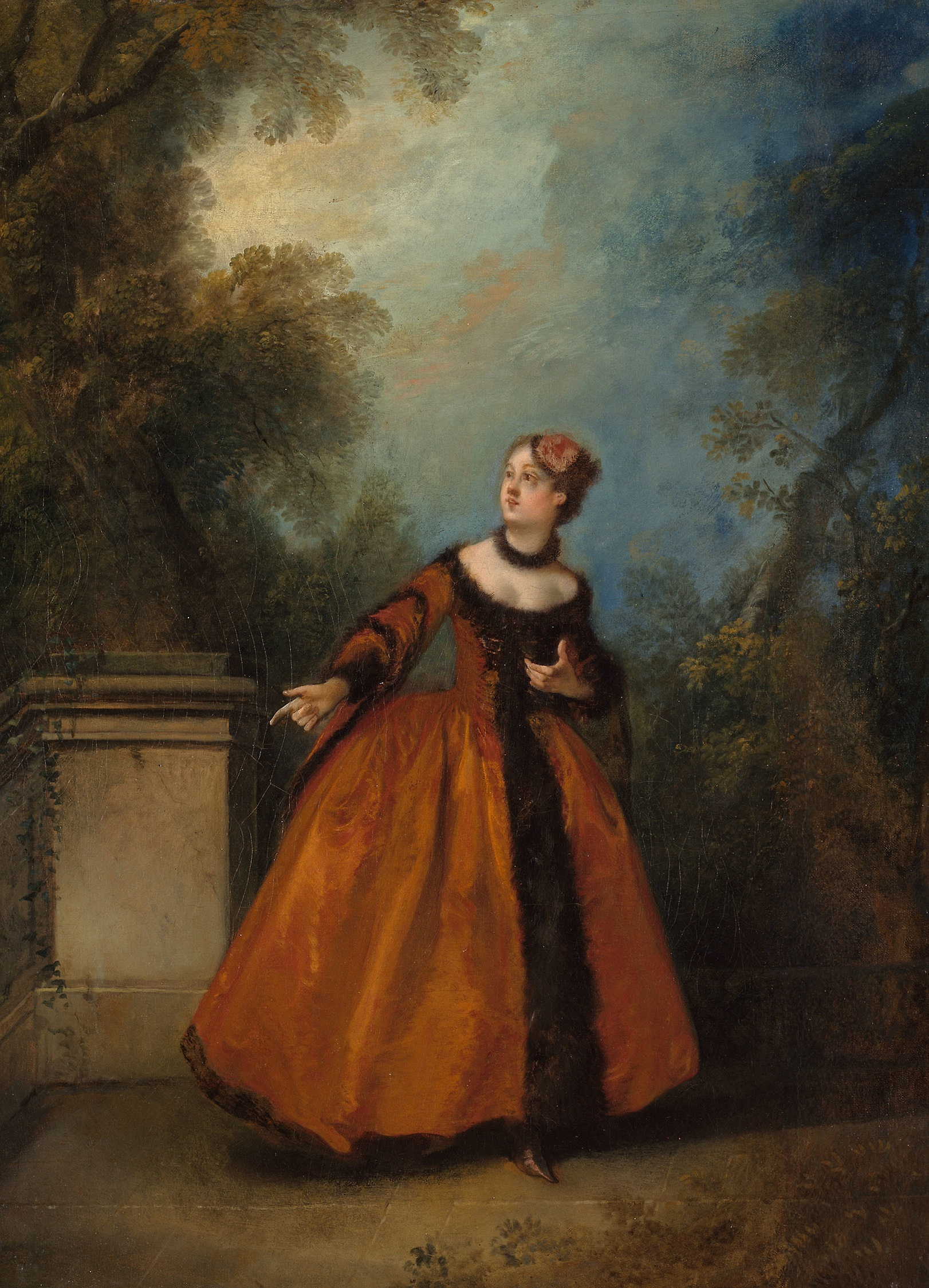
La Belle Grecque, Art Institute of Chicago.
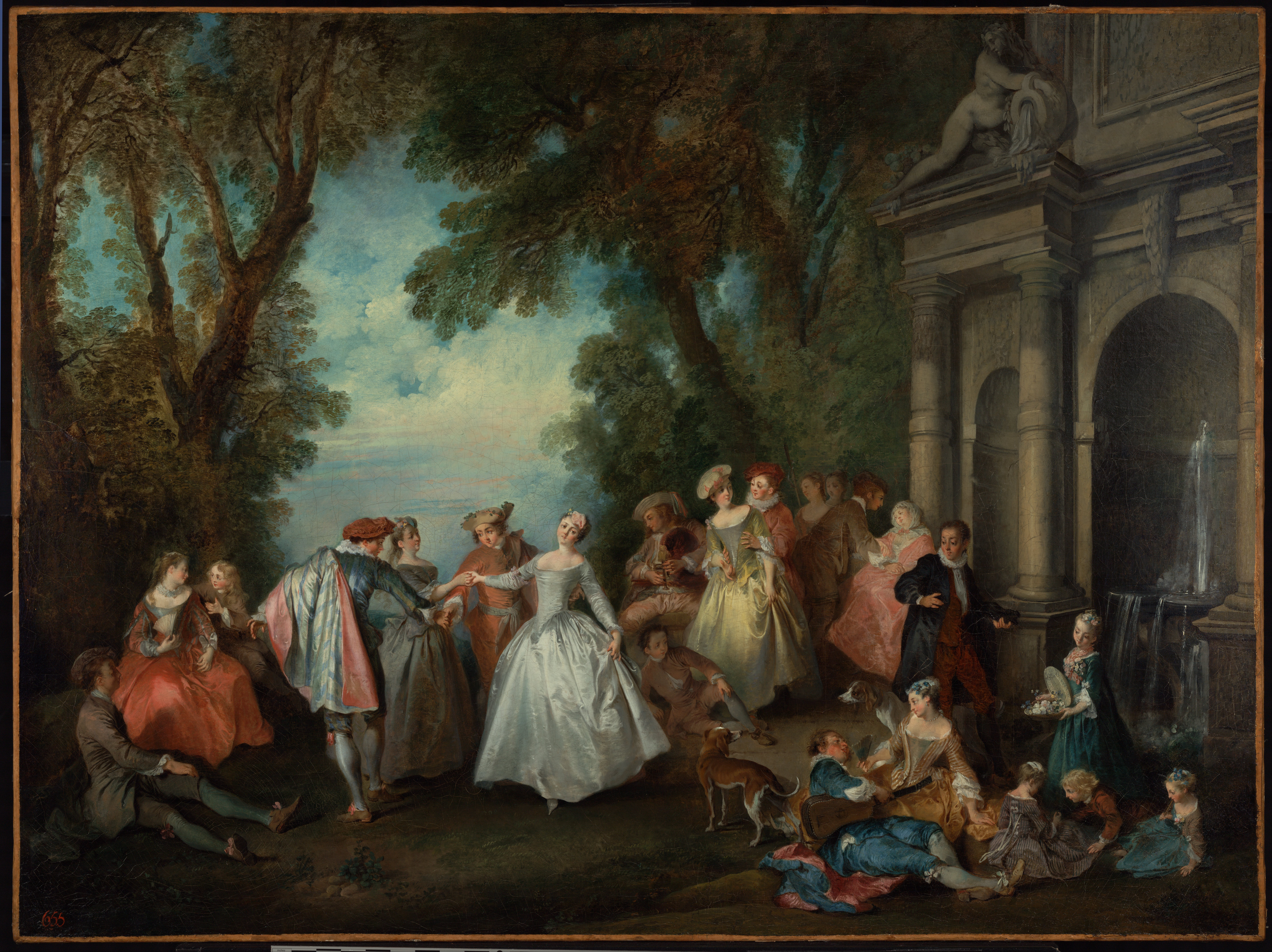
Danse devant une fontaine, Getty Center.

## Hommage
- Rue Lancret (Paris)